# Marta Shkop

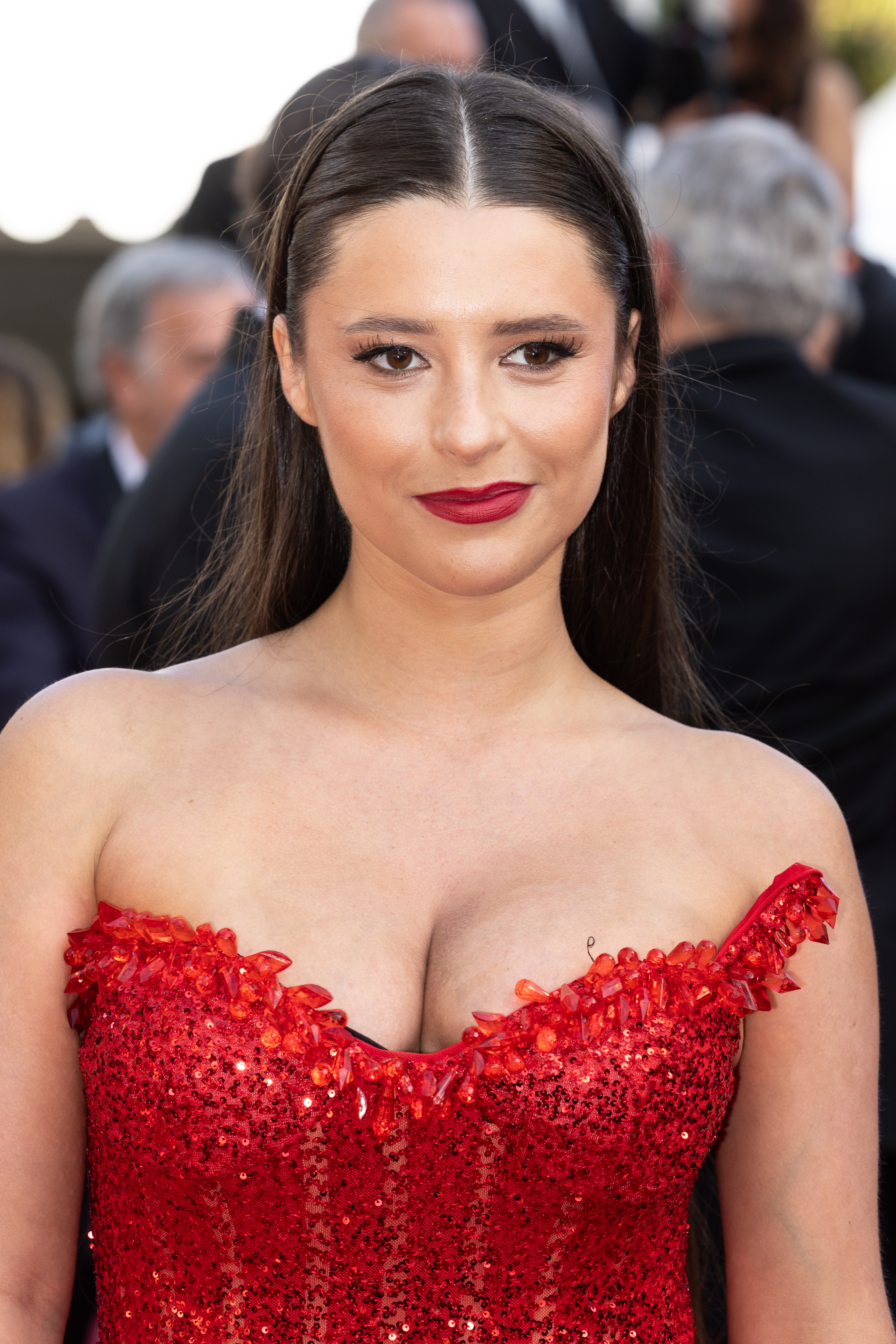
Marta Shkop (2025)

Marta Shkop (* 19. September 1993 in Minsk, Belarus) ist eine deutsche Schauspielerin und Model.

## Leben

### Ausbildung
Von 2008 bis 2011 erhielt Marta Shkop an der Royal Academy of Dance in London eine Ausbildung zur Balletttänzerin. 2013 absolvierte sie ihr Abitur am Auguste-Victoria-Gymnasium in Trier. Daraufhin begann sie Rechtswissenschaften an der Universität zu Köln zu studieren. Sie spricht neben Deutsch fließend Russisch und Englisch. Marta Shkop ist die Urenkelin des Rabbiners Shimon Yehuda Shkop, jedoch katholisch erzogen.

### Karriere
Mit 18 Jahren ist Marta Shkop auf dem Défilé de Mode „Gala russe de Luxembourg“ für Jean-Claude Jitrois gelaufen. Mit 19 Jahren tanzte sie die „Carabosse“ in dem Ballett „Der Nussknacker“ von Pjotr Iljitsch Tschaikowski in Trier.
Es folgten Rollen in Fernsehserien wie Freundinnen – Jetzt erst recht und Unter uns, sowie eine internationale Werbekampagne für Opel und weitere Aufträge für u. a. Das Örtliche, Trivago, Onboardxp, Vario Self, und den österreichischen Baukonzern Strabag. Zudem gewann sie 2019 den europaweiten Haarmodel-Wettbewerb von Udo Walz, welcher von Gabriele Oestreich fotografiert wurde.
Im Jahr 2019 nahm sie als Kandidatin an der RTL Dating-Show Take me Out teil.
In einer der Hauptrollen an der Seite von Ralf Bauer drehte Shkop 2019 in Sankt Peter-Ording einen Kinofilm mit dem Titel Sem Duhl – Die Wiederkehr, der 2022 in die Kinos kam. 2021 wurde der Film auf dem Filmfestival Cologne gezeigt.[veraltet] Im 2020 erschienenen Kinofilm Kartoffelsalat 3 – Das Musical spielt Shkop unter der Regie von Michael David Pate eine der Hauptrollen neben Katy Karrenbauer, Jens Knossalla, Nicole Cross, Jasmin Wagner, Phil Laude, Natascha Ochsenknecht und Martin Semmelrogge.
Bei den Nickelodeon Kids Choice Awards 2020 Deutschland, Österreich, Schweiz war Shkop als Hauptcast von Kartoffelsalat 3-Das Musical mitnominiert als „Lieblings Cast“. Als weibliche Hauptrolle im Kurzfilm My Method gewann sie die Auszeichnung als „Best actress“ beim City Film Festival Sweden und die „honorable mention“ bei den Top Shorts Filmfestival.

## Filmografie (Auswahl)
- 2018: Freundinnen – Jetzt erst recht (TV-Serie) RTL
- 2019: Über die Grenze (TV-Serie) ARD
- 2019: Unter uns (TV-Serie) RTL
- 2019: Das Gesetz sind wir (Spielfilm) ZDF
- 2019: Parallel Path (Kurzfilm)
- 2019: Take Me Out (Dating-Show) RTL
- 2020: Kartoffelsalat 3 – Das Musical (Kinofilm)
- 2021: Der Wolf (Kinofilm)[18]
- 2022: Sem Duhl – Die Wiederkehr (Kinofilm)
- 2024: Der Tankwart (Kurzfilm), Regie: Lukas Groß
- 2024: My Method (Kurzfilm)
- 2024: A Better Place (TV-Serie, 1 Folge)
- 2024: Broke. Alone. A kinky love story (Kinofilm)